# Nina Wormbs
Nina Kristina Birgitta Cyrén Wormbs, född 20 september 1968 i Stockholm, är en svensk ingenjör och professor i teknikhistoria.

## Biografi
Wormbs avlade civilingenjörsexamen i teknisk fysik 1994 vid KTH och disputerade där 2003 i teknikhistoria för filosofie doktorsexamen på avhandlingen Vem älskade Tele-X?: konflikter om satelliter i Norden 1974-1989 om planer, förväntningar och konflikter om satelliter i Norden 1974–1989, i synnerhet satelliten Tele-X. Hon visar hur visionerna om ett gränsöverskridande nordiskt TV-samarbete inte förverkligades på grund av nationella revir, såväl kulturpolitiska som tekniska.
Hon har fortsatt att studera informationssamhällets infrastruktur och i synnerhet konflikter om ny medieteknik, där föreställningar om teknisk förändring blir synliga och tar sig olika uttryck. Hon blev 2009 docent i teknik- och vetenskapshistoria, och utsågs i november 2019 till professor i teknikhistoria.
Wormbs fick 2013 regeringens uppdrag att ta fram en plan för övergång från analog till digital marksänd ljudradio. Hon överlämnade sitt betänkande Från analog till digital radio i december 2014, och har föreslagit ett snabbt införande av digitalradio för att främja utveckling och konkurrens inom radioområdet. Nina Wormbs är ledamot av Kungliga Bibliotekets insynsråd, och av insynsrådet för Myndigheten för tillgängliga medier.
Hon medverkar som expert i Sveriges radios programserie Prylarna som förändrade världen. Hon är också en återkommande krönikör i programmet Godmorgon världen.
I december 2022 blev Wormbs invald i avdelning VI i Kungliga Ingenjörsvetenskapsakademien.
Wormbs vetenskapliga publicering har (2022) enligt Google Scholar knappt 600 citeringar och ett h-index på 13.